# Geir Ludvig Aasen Ouren
Geir Ludvig Aasen Ouren (* 26. August 1974 in Kristiansand) ist ein ehemaliger norwegischer Skilangläufer.

## Werdegang
Aasen Ouren, der für den Øvrebø IL startete, lief im Januar 2000 in Nybygda sein erstes Rennen im Continental-Cup. Dort belegte er den 56. Platz über 10 km klassisch. Sein Debüt im Weltcup hatte er im März 2000 in Oslo, das er auf dem 45. Platz im Sprint beendete. Im November 2003 holte er in Beitostølen mit dem 25. Platz über 15 km Freistil seine ersten Weltcuppunkte. In der Saison 2004/05 wurde er mit dem Plätzen sieben und zwei in Veldre Zehnter in der Gesamtwertung des Scandinavian Cups. In der folgenden Saison kam er bei allen Weltcupteilnahmen in die Punkterängen. Dabei errang er fünf Top-Zehn-Platzierungen und erreichte in Oslo mit dem fünften Platz im 50-km-Massenstartrennen sein bestes Einzelergebnis im Weltcup. Die Saison beendete er auf dem 22. Platz im Gesamtweltcup und auf dem 13. Rang im Distanzweltcup. In der Saison 2007/08 belegte er mit zwei zweiten Plätzen den fünften Platz und in der Saison 2008/09 mit zwei dritten, einen zweiten und einen ersten Platz, den zweiten Platz in der Gesamtwertung des Scandinavian Cups. Im Januar 2010 holte er über 20 km Freistil in Åsarna seinen zweiten Sieg im Scandinavian Cup. Sein letztes Weltcuprennen lief er im November 2010 in Gällivare, welches er auf dem 13. Platz mit der Staffel beendete. Seit 2011 nimmt er Rennen des Worldloppet-Serie teil. Seine beste Platzierung dabei war der vierte Platz beim Vasaloppet China im Januar 2016.

## Siege bei Continental-Cup-Rennen
| Nr. | Datum           | Ort      | Disziplin      | Serie            |
| --- | --------------- | -------- | -------------- | ---------------- |
| 1.  | 7. Februar 2009 | Mammaste | 10 km Freistil | Scandinavian Cup |
| 2.  | 9. Januar 2010  | Åsarna   | 20 km Freistil | Scandinavian Cup |